# Nina Vorbrodt

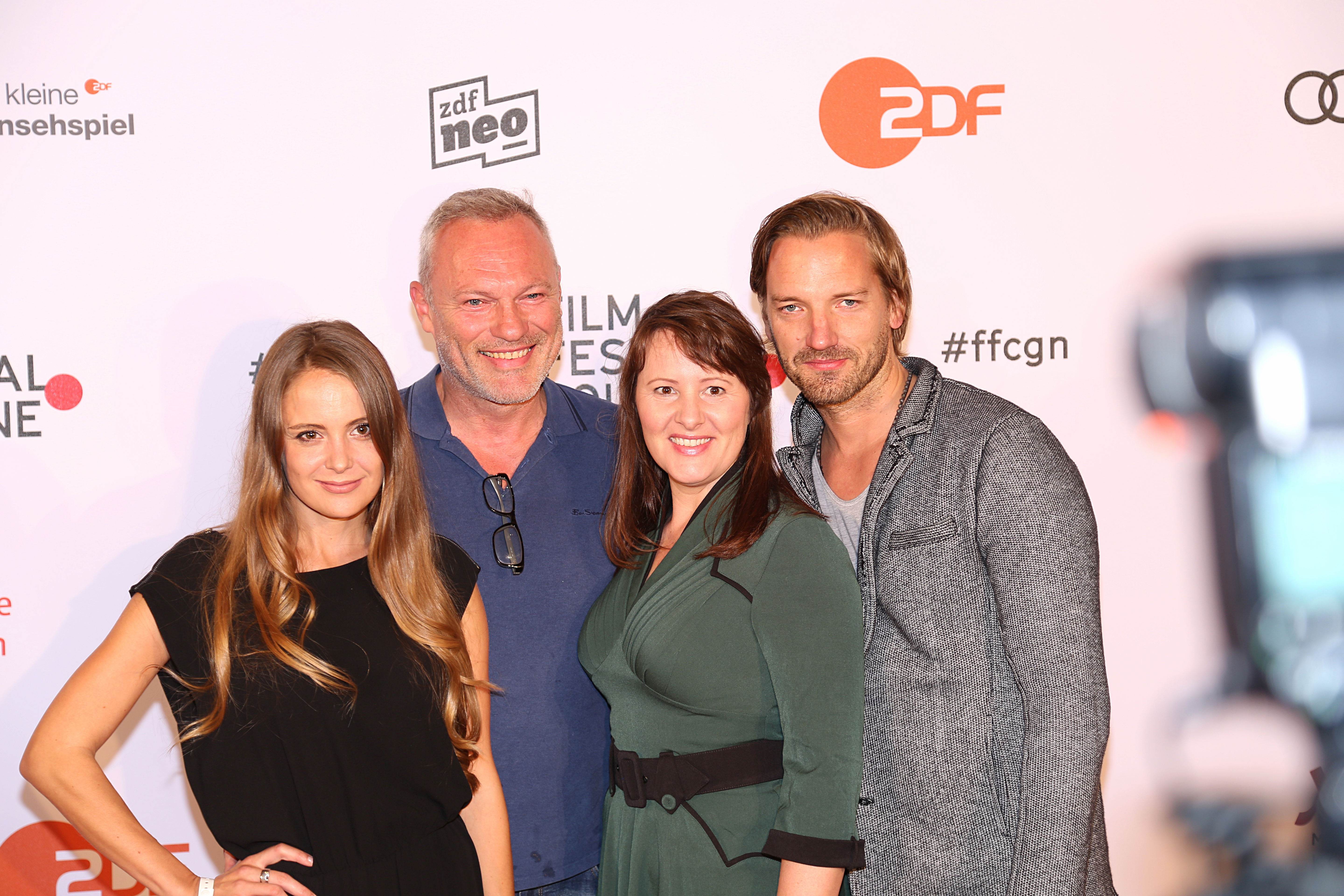
Nina Vorbrodt (2. von rechts) mit Katrin Wolter, Klaus Nierhoff und Lars Oberhäuser (2017)

Nina Vorbrodt (* 17. Januar 1972 in Köln) ist eine deutsche Schauspielerin.

## Leben
Vorbrodt besuchte das Schiller-Gymnasium in Köln-Sülz, wo sie ab dem Alter von zwölf Jahren Hauptrollen in Märchen-Operetten spielte.
Ihr Musiklehrer und Mentor Günter Hässy adaptierte Märchen wie z. B. Der kleine Muck, Zwerg Nase und Der Meisterdieb und studierte diese mit Chor und Orchester ein. Mit 16 Jahren gewann sie ein Casting gegen 800 Bewerberinnen und bekam die Rolle als Benny Beimers Freundin Kornelia Harnisch in der Lindenstraße. Diese Rolle spielte sie von 1988 bis 1991. Nach dem Abitur und einem Jahr im Ausland bewarb sie sich in Essen und Bochum an den staatlichen Schauspielschulen, wo sie jedoch nicht aufgenommen wurde.
Sie übernahm ihre ersten Episodenrollen in diversen Serien (Der König, Sterne des Südens, Die Wache, Einsatz für Lohbeck, Hallo, Onkel Doc), bis sie zu durchgängigen Rollen in Serien überging, z. B. Armin Rohdes Tochter Lotte in der ARD-Fernsehserie Auf Achse oder Katharina Wackernagels Cousine Jola in Tanja. Dann folgten Film- und Fernsehproduktionen. In einigen Sketchen spielte sie bei Was guckst du?! an der Seite von Kaya Yanar mit. 2002 begannen die ersten Dreharbeiten zur Comedy-Reihe Sechserpack, wovon in den folgenden Jahren mit ihr sieben Staffeln produziert wurden.
2012 stand sie neben Markus Maria Profitlich auf der Bühne und drehte neben Jochen Horst, Ellenie Salvo González, Susan Hoecke und Thorsten Feller die RTL-Sitcom Sekretärinnen – Überleben von 9 bis 5. Sie hat ein Kind und lebt in Köln.

## Filmografie (Auswahl)
- 1988–1992: Lindenstraße (Fernsehserie, 41 Folgen)
- 1996: Auf Achse (Fernsehserie, 5 Folgen)
- 1998: Schimanski: Muttertag (Fernsehreihe)
- 1998: Zugvögel … Einmal nach Inari
- 1999: Late Show
- 2001: Ritas Welt (Fernsehserie, Folge Der Ring)
- 2001: Tatort: Kindstod (Fernsehreihe)
- 2003–2010: Sechserpack (Fernsehserie, 64 Folgen)
- 2004, 2018: Alarm für Cobra 11 – Die Autobahnpolizei (Fernsehserie, verschiedene Rollen, 2 Folgen)
- 2005: Fremde Haut
- 2005: Schillerstraße (Fernsehserie, 2 Folgen)
- 2006: Die Wilden Hühner
- 2008–2011: Volles Haus (Fernsehserie, 5 Folgen)
- 2008–2020: SOKO Köln (Fernsehserie, verschiedene Rollen, 4 Folgen)
- 2009: Doctor’s Diary (Fernsehserie, 2 Folgen)
- 2010: Hausmeister Krause – Ordnung muss sein (Fernsehserie, Folge Der Triebtäter)
- 2011: Tatort: Keine Polizei
- 2012: Rotkäppchen (Fernsehfilm)
- 2012, 2020: SOKO Wismar (Fernsehserie, verschiedene Rollen, 2 Folgen)
- 2013: Heldt (Fernsehserie, Folge Heisser Stoff)
- 2013: In aller Freundschaft (Fernsehserie, Folge Ostergeschenke)
- 2013, 2020: Sekretärinnen – Überleben von 9 bis 5 (Fernsehserie)
- 2015: Bettys Diagnose (Fernsehserie, Folge Geheimnisse)
- 2015: Wilsberg: Bauch, Beine, Po (Fernsehreihe)
- 2015: Im Zweifel
- 2015, 2021, 2025: SOKO Stuttgart (Fernsehserie, Folgen Seemannstod, Schatzsuche, "Meermenschen")
- 2016: Herzensbrecher – Vater von vier Söhnen (Fernsehserie, Folge Zerbrechliches Glück)
- 2016: Die Vampirschwestern 3 – Reise nach Transsilvanien
- 2017: Ein Kind wird gesucht (Fernsehfilm)
- 2017: Fack ju Göhte 3
- 2018: Familie Dr. Kleist (Fernsehserie, Folge Aus heiterem Himmel)
- 2018: Carneval – Der Clown bringt den Tod (Fernsehfilm)
- 2018: Rentnercops (Fernsehserie, Folge 1A-Stimmung)
- 2018–2019: Sankt Maik (Fernsehserie, 6 Folgen)
- 2019: Tatort: Der Pakt
- 2019: Tatort: Der gute Weg
- 2019: Die Drei von der Müllabfuhr – Baby an Bord (Fernsehreihe)
- 2021: WaPo Bodensee (Fernsehserie, Folge Die Dahlienkönigin)
- 2022: Du sollst hören (Fernsehfilm)
- 2022: Ramstein – Das durchstoßene Herz
- 2022: Ottos Märchenshow
- 2023: Endlich Witwer – Über alle Berge
- 2023: Familie Bundschuh – Bundschuh vs. Bundschuh
- 2023: Bettys Diagnose (Fernsehserie, Folge Im grünen Bereich)
- 2024: SOKO Leipzig – (Fernsehserie; Folge Die Ansage)
- 2024: Alle Jahre wieder (Fernsehfilm)
- 2025 Tatort: Feuer

## Hörspiele
- 2014: Thilo Reffert: Das Milliardengrab – Regie: Petra Feldhoff (Kriminalhörspiel – WDR)